# Ватерполо на Летњим олимпијским играма 1912.
Четврти ватерполо турнир на олимпијадама је одржан 1912. у Стокхолму. Цео турнир је био одржан у новоизграђеном пливачком центру Ђургардсбрунсвикену. Турнир је трајао од 7. јула до 16. јула 1912. године. За олимпијски турнир пријавило се укупно 6 репрезентација. Турнир су завршиле свих шест репрезентација и прва три места су заузеле редом Британија, Шведска и Белгија.

## Турнир
Ватерполо турнир је био организован по јединственом елиминационом куп систему али са неким варијацијама. По тим правилима био је потребан одређен, минималан, број утакмица да се одигра, да би се поједина репрезентација могла квалификовати за медаљу. Основа тог принципа је била да тим који није изгубио утакмицу, директно или индиректно, од тима који се квалификовао за друго или треће место, има право да да игра против те репрезентације без обзира што ова прва репрезентација је можда изгубила утакмицу против неке друге репрезентације. Парови првог кола су били одређени извлачењем из шешира а даљи ток, полуфиналне утакмице, је ишао аутоматским системом победник против победника из следеће групе (победник из прве одигране утакмице против победника из друге одигране утакмице и победник из треће против победника из четврте утакмице. Победници, у овом случају Уједињено Краљевство и Аустрија, су ишли у финале а пошто Шведска није имала противника аутоматски је заузела треће место. 

## Државе учеснице
На турниру је учествовало шест репрезентација са укупним бројем од 45 играча:
- Аустрија (7)
- Белгија (9)
- Француска (8)
- Уједињено Краљевство (7)
- Мађарска (7)
- Шведска (7)

### Медаље
| Добитници медаља у ватерполу на Летњим олимпијским играма одржаним 1912. године у Стокхолмуу.              | Добитници медаља у ватерполу на Летњим олимпијским играма одржаним 1912. године у Стокхолмуу.          | Добитници медаља у ватерполу на Летњим олимпијским играма одржаним 1912. године у Стокхолмуу.                               | Добитници медаља у ватерполу на Летњим олимпијским играма одржаним 1912. године у Стокхолмуу. |
| --- | --- | --- | --------------------------------------------------------------------------------------------- |
| Злато | Сребро                                                                                                 | Бронза |                                                                                               |
| Велика Британија                                                                                           | Шведска                                                                                                | Белгија |                                                                                               |
| Чарлс Сидни Смит, Исак Бентам, Џорџ Корнет, Артур Едвин Хил, Џорџ Вилкинсон, Пауло Радмиловић, Чарлс Багби | Торстен Кумфелт Харалд Јулин Макс Гумпел Роберт Андерсон Понтис Хансон Вилхелм Андерсон Ерик Бергквист | Алберт Дурант Херман Донерс Виктор Боин Херман Мејбум Joseph Pletinckx Оскар Грегорије Фелесијен Курбе Жан Хофман Пјер Нијс |                                                                                               |

## Резултати турнира
|  | Први                        | Први           |                              |   | Second round | Second round |  |  | Gold medal match | Gold medal match |
|  |                             |                |                              |   |              |              |  |  |                  |                  |
|  | 7. јул - Ђургардсбрунсвикен |                |                              |   |              |              |  |  |                  |                  |
|  |                             |                |                              |   |              |              |  |  |                  |                  |
|  | Британија (прод.)           | 7              |                              |   |              |              |  |  |                  |                  |
|  | Британија (прод.)           | 7              | 11. јул - Ђургардсбрунсвикен |   |              |              |  |  |                  |                  |
|  | Белгија                     | 5              |                              |   |              |              |  |  |                  |                  |
|  | Белгија                     | 5              | Британија                    | 6 |              |              |  |  |                  |                  |
|  | 8. јул - Ђургардсбрунсвикен |                | Британија                    | 6 |              |              |  |  |                  |                  |
|  |                             | Шведска        | 3                            |   |              |              |  |  |                  |                  |
|  | Шведска                     | Шведска        | 3                            | 7 |              |              |  |  |                  |                  |
|  | Шведска                     |                | 13. јул - Ђургардсбрунсвикен | 7 |              |              |  |  |                  |                  |
|  | Француска                   | 2              |                              |   |              |              |  |  |                  |                  |
|  | Француска                   | 2              | Британија                    | 8 |              |              |  |  |                  |                  |
|  |                             |                | Британија                    | 8 |              |              |  |  |                  |                  |
|  |                             | Аустрија       | 0                            |   |              |              |  |  |                  |                  |
|  |                             | Аустрија       | 0                            |   |              |              |  |  |                  |                  |
|  |                             |                |                              |   |              |              |  |  |                  |                  |
|  |                             |                |                              |   |              |              |  |  |                  |                  |
|  | Аустрија                    |                |                              |   |              |              |  |  |                  |                  |
|  | 9. јул - Ђургардсбрунсвикен |                |                              |   |              |              |  |  |                  |                  |
|  |                             | Без противника |                              |   |              |              |  |  |                  |                  |
|  | Аустрија                    | 5              |                              |   |              |              |  |  |                  |                  |
|  | Аустрија                    | 5              |                              |   |              |              |  |  |                  |                  |
|  | Мађарска                    | 4              |                              |   |              |              |  |  |                  |                  |
|  | Мађарска                    | 4              |                              |   |              |              |  |  |                  |                  |

### Коначан пласман
| Place | Nation |
| ----- | --- |
| 1     | Уједињено Краљевство                                                                                               |
| 2     | Шведска |
| 3     | Белгија |
| 4     | Аустрија Рудолф Бухфелдер Рихард Мануел Валтер Шахлиц Ото Шеф Јозеф Вагнер Ернст Ковач Херман Бухфелдер            |
| -     | МађарскаШандор Адам Ласло Белезнаји Тибор Фазекаш Јене Хегнер Карољ Реми Јанош Венк Имре Захар                     |
| -     | ФранцускаГустав Прост · Гастон Ванлер · Жорж Регал · Пол Белге · Жан Торалес · Анри Декон · Пол Васер · Жан Родије |